# Zentrum Gedankendach
Das Zentrum Gedankendach ist ein Kultur- und Wissenschaftszentrum in der westukrainischen Stadt 
Czernowitz. Es ist an der Nationalen Jurij-Fedkowytsch-Universität angesiedelt. Das Zentrum Gedankendach wird vom Goethe-Institut Ukraine unterstützt.

## Geschichte
Das Zentrum wurde im Herbst 2009 gegründet und beheimatet sowohl die „Ukrainisch-deutsche Kulturgesellschaft“, geleitet von Oxana Matiychuk, als auch das „Zentrum für deutschsprachige Studien“.
Zu den Aufgaben des Zentrums gehören unter anderem die Durchführung von Kunst-, Kultur- und Bildungsprojekten, aber auch die Förderung und Aufrechterhaltung von wissenschaftlichen Kooperationen sowie Projektarbeit mit Künstlern und Partnern aus dem deutschsprachigen Raum.

## Namensgebung
Der Begriff „Gedankendach“ stammt aus dem Gedicht "Die Architekten" von Rose Ausländer. Mit dem Bezug zu einer der bekanntesten Dichterinnen der Stadt greift er einerseits die reiche deutschsprachige Vergangenheit von Czernowitz auf. Andererseits stellt er in einer fremdsprachigen Umgebung eine Verbindung zum geschriebenen bzw. gesprochenen deutschen Wort her, das Grundlage für die Arbeit des Zentrums ist – sowohl in der Kultur als auch der Wissenschaft. D-A-CH (als Abkürzung für Deutschland, Österreich, Schweiz) steht somit gleichzeitig für die länderübergreifende Ausrichtung des Zentrums, das mit allen deutschsprachigen Ländern kooperiert.
Die Architekten
Ein Haus aus Phantasie

Gedankendach

Nicht

Wörter aus Silbenschaum

Frühling der mit Farben

um dich wirbt

die Schlagader des Sommers

in deinem Ohr

für dich blutet der Herbst

Erfinder des Winters so weiß

ist deine Einbildungskraft

Ja es gibt sie noch

Erbauer immaterieller Wohnungen

hinter Beton und Stein

errichten sie den Raum

für uns alle.

- Rose Ausländer (1976)